# Gràcia
Il distretto di Gràcia (in catalano: Districte de Gràcia, in spagnolo: Distrito de Gracia) è uno dei dieci distretti in cui è divisa amministrativamente Barcellona.

## Storia

Simbolo dell'antico municipio di Gràcia

È il sesto distretto della città e comprende il territorio dell'antica vila de Gràcia, resasi indipendente da Barcellona nel 1856, fino a quando venne nuovamente riassorbita dalla città nel 1897. È il distretto più piccolo di Barcellona, ed è il secondo per densità demografica.

## Geografia
Il distretto di Gràcia comprende i quartieri di: Camp d'en Grassot e Gràcia Nova, La Salut, El Coll, Vallcarca e Penitents. Gràcia confina con i distretti: dell'Eixample a sud, Sarrià-Sant Gervasi a ovest, e Horta-Guinardó a est.

## Cultura
La più grande attrattiva culturale e turistica del distretto è senza dubbio il Parc Güell, la fantastica opera di Antoni Gaudí.
Comunque la vitalità delle stradine di Gràcia, piene di bar, ristoranti e negozi fanno del sesto distretto di Barcellona, uno dei luoghi più attrattivi della città. Gràcia conserva il carattere di un municipio indipendente anche se da ormai più di 100 anni fa parte della città di Barcellona.
Gràcia conta con una grande ricchezza associativa, la Festa Major de Gràcia, che si svolge a metà di agosto, ne è il più vivo esempio. Le strade di Gràcia vengono ornate con spettacolari decorazioni preparate dai cittadini durante vari mesi, per poter vincere il premio di strada meglio decorata. Le feste di Gracia, sono famose in tutta la Catalogna, e attraggono i cittadini di tutta Barcellona. Le feste di Gràcia hanno generato, nelle edizioni scorse, (specialmente nel 2005) gravi disordini pubblici nelle prime ore dell'alba.
Gràcia si distingue per essere sede di centri culturali di carattere avanguardista e alternativo. Il Teatre Lliure o il "cine Verdi" sono solo due esempi.
Si deve menzionare l'importante presenza gitana che storicamente è presente a Gràcia, e che ha contribuito a imprimere il suo carattere tipico. Qui sono nati diversi artisti, come El Pescaílla, nato nelle strade di Gràcia e considerato il fondatore della Rumba catalana, che successivamente è stata coltivata da altri artisti di Gràcia come Los Manolos o Sabor de Gràcia, o Moncho, interprete considerato il re del bolero.

## Luoghi d'interesse
- Parc Güell

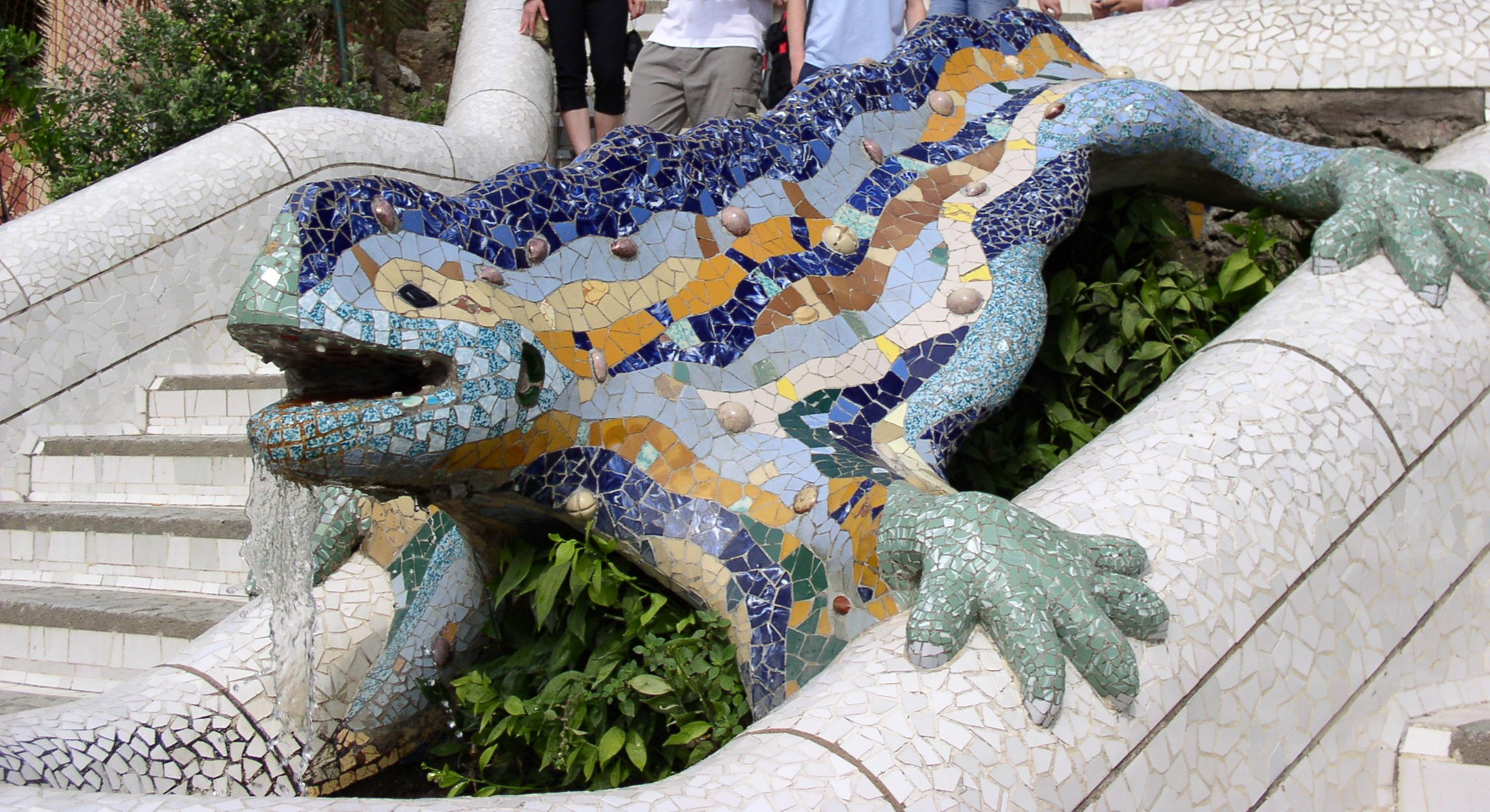
Dettaglio del Parc Güell

- Plaça Vila de Gràcia (antica Rius i Taulet)
- Plaça del Diamant
- Plaça del Sol
- Carrer Gran de Gràcia.
- Travessera de Gràcia.
- Lluïsos de Gràcia, club storico fondato nel 1855.
- Biblioteca Jaume Fuster
- Chiesa di Nostra Signora del Coll
- Chiesa di Nostra Signora di Gràcia e San Giuseppe
- Santuario Reale di San Giuseppe della Montagna
- Plaça Mons

## Barrios

Barrios del distrito de Gracia

Il distretto di Gracia è composto da cinque barrios:
| codice | Nome del barrio                 | popolazione (2013) | Superficie (ha) | densità (hab/ha) |
| ------ | ------------------------------- | ------------------ | --------------- | ---------------- |
| 28     | Vallcarca i els Penitents       | 15.453             | 120,9           | 129,8            |
| 29     | El Coll                         | 7.232              | 35,8            | 203,9            |
| 30     | La Salut                        | 13.210             | 64,4            | 207,2            |
| 31     | Vila de Gràcia                  | 50.615             | 132,6           | 398,2            |
| 32     | Camp d'en Grassot i Gràcia Nova | 34.439             | 65,0            | 536,4            |
|        | Gràcia                          | 123.957            | 418,6           | 296,2            |

## Infrastrutture e trasporti

### Trasporti

#### Metropolitana
Il distretto di Gràcia è attraversato dalla Linea 3 e dalla Linea 4 della Metropolitana di Barcellona e lambito dalla Linea 5.
La Linea 3 ferma nelle stazioni Fontana, Lesseps, Vallcarca e Penitents, mentre la Linea 4 effettua nel distretto solo la fermata Joanic.
La fermata El Coll-La Teixonera della Linea 5 si trova al confine del barrio El Coll con El Carmel e La Teixonera del distretto Horta-Guinardó.
Sarà inoltre attraversato dalle linee 9 e 10 quando queste saranno completate, ed effettueranno interscambio con la Linea 3 nella stazione Lesseps.